# Pey Mān
Pey Mān (persiska: پِيهان, پاهيان, پَهيان, Peyhān, پی مان) är en ort i Iran.   Den ligger i provinsen Hamadan, i den nordvästra delen av landet, 290 km sydväst om huvudstaden Teheran. Pey Mān ligger 1 827 meter över havet och antalet invånare är 583.
Terrängen runt Pey Mān är huvudsakligen kuperad. Pey Mān ligger nere i en dal som går i nord-sydlig riktning. Runt Pey Mān är det ganska tätbefolkat, med 192 invånare per kvadratkilometer. Närmaste större samhälle är Malāyer, 19,0 km norr om Pey Mān. Trakten runt Pey Mān består i huvudsak av gräsmarker.